# Steel de Portland
Stade
Steel de Portland est une équipe professionnelle de football américain en salle basée à Portland, dans l'Oregon, et membre de l'Arena Football League (AFL). L’équipe débute sous le nom de Thunder de Portland et rejoint l’AFL en 2014 en tant qu’équipe d’expansion aux côtés du Kiss de Los Angeles. L'équipe joue ses matchs à domicile au Moda Center. Ils sont connus sous le nom de Thunder jusqu'à ce que la ligue en devienne propriétaire en 2016 et change leur nom en Portland Steel.

## Histoire

### Expansion et naissance du Thunder de Portland

Le logo du Thunder (2014-2015)

Le 2 octobre 2013, une conférence de presse a lieu au Moda Center où il est annoncé que l'investisseur sportif Terry Emmert a acheté les droits d'adhésion d'une franchise AFL. Emmert a acheté les Mustangs de Milwaukee, une franchise révolue depuis la saison 2012. Cela donne essentiellement à Emmert le droit à une franchise d’expansion, puisqu’aucune des racines de l’équipe de Milwaukee, telles que les joueurs, le personnel ou les entraîneurs, n’est conservée. Quand on lui a demandé quel était le plus gros défi de gérer une nouvelle franchise, le président de l’équipe, Jared Rose, a déclaré: «Inciter les nouveaux fans à acheter quelque chose que le marché n’a pas encore vu, un produit passionnant qu'une fois que les gens le voient, ils sont conquis».
Le 8 novembre 2013, la franchise annonce que «Thunder», «Enforcers», «Sasquatch», «Growlers» et «Stomp» sont les finalistes pour le nom de l'équipe. Six jours plus tard, Emmert révèle que le surnom de l'équipe sera le «Thunder». Le surnom de Thunder a une histoire à Portland remontant à 1975, Portland Thunder, qui a joué au Civic Stadium en tant que membre de la World Football League (WFL). John Canzano, chroniqueur sportif pour The Oregonian, a écrit qu'une source d'équipe a indiqué que le propriétaire de l'équipe, Terry Emmert, avait choisi le surnom de l'équipe lui-même, bien qu'il ait prétendu que les fans auraient le dernier mot. Selon la source de Canzano, le surnom de Growlers était le plus populaire des électeurs suivi du Sasquatch.

### La saison inaugurale (2014)
Le Thunder de Portland commence son camp d'entraînement et organise une journée média le 25 février 2014. Le 1er mars, l'équipe organiser une entraînement pour les détenteurs d'abonnements au Tualatin Indoor Soccer à Tualatin, en Oregon. Leur premier match a lieu le 17 mars contre les SaberCats de San José au Moda Center. 
Le 12 février 2014, il est annoncé que le Thunder a signé avec Justin Monahan, ancien wide receiver des Vikings de l'université d'état de Portland, originaire de West Linn, dans l'Oregon. L'ancien quarterback des Ducks l'université de l'Oregon, Darron Thomas, fera partie de la formation initiale des Thunder. Quand il est interrogé sur son affectation à Portland, Thomas a déclaré: «C’est l’une des principales raisons pour laquelle je suis revenu et ai accepté cette occasion de venir ici, juste pour les fans et je sais que les gens sont derrière moi [...] pour concourir et être titulaire et c'est pour ça que je suis venu ici pour ».
Le Thunder joue son premier match le 17 mars, jour de la St Patrick, alors que 8 509 personnes se sont rendues au centre de Moda pour voir l’équipe perdre 64 à 34 contre les SaberCats de San José. L’équipe commence par un bilan de 0 à 5 avant de battre les Sharks de Jacksonville 69 à 62 à l'extérieur lors de la septième semaine. Après un départ de 0-4 à domicile, le Thunder remporte son premier match à Portland lors de la 11e semaine, battant les Talons de San Antonio 55-40. En dépit de terminer 5-13, y compris un record de division 0-6 et un record encore plus horrible de conférence 2-11, la conférence nationale est si faible que le Thunder s'est glissé dans les playoffs. En demi-finale de conférence, le Thunder mène 48-45 avec moins d'une minute à jouer, avant qu'un miracle ne les fasse perdre face au double champion en titre, les Rattlers de l'Arizona, 52-48. Le 23 septembre 2014, le Thunder renvoye l'entraîneur principal Matthew Sauk. Quelques jours plus tard, l’équipe annonce l’embauche de l’ancien entraîneur-chef des Barnstormers de l’Iowa, Mike Hohensee.

### Saison 2015
L'équipe termine avec les mêmes résultats en 2015, terminant 5-13. À l’origine, l’équipe finit derrière les Outlaws de Las Vegas dans la course au playoffs. Cependant l'AFL décide d'éliminer Las Vegas après la saison et Portland se qualifie incroyablement pour les séries éliminatoires. Ils perdent contre les SaberCats de San José, 55 à 28. Le 24 août 2015, ils décident de se séparer de l'entraîneur-chef Mike Hohensee et de son équipe d'entraîneurs.
Le 11 septembre 2015, le Thunder engage l'ancien entraîneur-chef de Shock de Spokane, Andy Olson, leur troisième coach en trois ans.

### Saison 2015: reprise par la ligue, fin du Thunder et une saison pour le Steel
Le 6 janvier 2016, l'AFL annonce qu'elle reprend l'exploitation du Portland Thunder à son propriétaire Terry Emmert. Emmert déclare au journal Portland Tribune que l'avenir de l'équipe est en suspens, car il est préoccupé par les polices d'assurance maladie de la ligue et espère attirer plus d'investisseurs pour l'aider à financer son équipe. Cela incite les responsables de la ligue et le conseil d'administration à prendre le contrôle de la franchise et à rechercher de nouveaux propriétaires. La ligue décide également de renvoyer Andy Olson et l'ensemble de son équipe d'entraîneurs, avant qu'Olson puisse même diriger un match, pour le remplacer le 30 janvier 2016 par l'ancien entraîneur-chef des Gladiators de Las Vegas, de Blaze de l'Utah et de Power de Pittsburgh, Ron James. James est également nommé directeur général de l'équipe.
En 2014, Emmert avait déposé le nom, le logo, les couleurs et l'identité du groupe Thunder, comme le propriétaire des Cowboys de Dallas, Jerry Jones, avec l'identité des défunts Desperados de Dallas au début des années 2000. Au 3 février 2016, Emmert est toujours légalement propriétaire des marques de l’équipe, malgré des informations contraires, et n’a pas l’intention de les vendre à la ligue.
Le 24 février 2016, la franchise a été rebaptisée Portland Steel par l'AFL. Le nom est dérivé de l'industrie de l'acier de la région et de sa riche histoire. Selon le site Web de l'AFL, l'industrie sidérurgique est au cœur de la culture de travail de Portland depuis plus de 150 ans. L'acier est une partie manifestement visible du paysage de Portland, avec des fonderies décorant à la fois les fleuves Willamette et Columbia, et est visible dans plusieurs des 12 ponts emblématiques de la ville,.
L'AFL a officiellement fermé la franchise Steel en octobre 2016 et a placé ses joueurs dans une draft de dispersion menée le 14 octobre 2016.

## Les joueurs
| L'équipe de Portland Steel en 2016 | L'équipe de Portland Steel en 2016 | L'équipe de Portland Steel en 2016 |
| Joueur                             | Position                           | Université                         |
| ---------------------------------- | ---------------------------------- | ---------------------------------- |
| Shane Austin                       | QB                                 | Hawai'i                            |
| Shaine Boyle                       |                                    | Faulkner                           |
| Rashaad Carter                     |                                    | Tusculum (TN)                      |
| John Collins                       |                                    | Harvard                            |
| Dexter Davis                       | DE                                 | Friends                            |
| Ererico Forbes                     |                                    | Washington State                   |
| Deveric Gallington                 |                                    | Texas Tech                         |
| Sergio Gilliam                     | WR/DB                              | Clemson                            |
| Tom Gilson                         |                                    | Massachusetts                      |
| Tyrone Goard                       |                                    | Eastern Kentucky                   |
| Robert Hayes                       |                                    | Shepherd (WV)                      |
| Jamar Howard                       | WR                                 | Central Missouri State             |
| Arness Ikner                       | DB                                 | Middle Tennessee State             |
| Bryson Kelly                       |                                    | Central Washington                 |
| Ernesto Lacayo                     |                                    | Hastings College (NE)              |
| Colt Lyerla                        |                                    | Oregon                             |
| Mike McMillan                      |                                    | Ashland (OH)                       |
| Terrence Mitchell                  |                                    | South Florida                      |
| Jarien Moreland                    |                                    | Southern Illinois                  |
| Kevin Myers                        | OL/DL,OL                           | New Mexico Highlands               |
| KC Obi                             |                                    | North Texas                        |
| Bryce Peila                        |                                    | Western Oregon                     |
| Jared Perry                        | WR/DB                              | Missouri                           |
| Kasey Peters                       |                                    | Rocky Mountain (MT)                |
| Matt Pierce                        |                                    | Valdosta State (GA)                |
| Junior Salt                        |                                    | Utah                               |
| Jabin Sambrano                     |                                    | Montana                            |
| Brandon Sesay                      | LB                                 | Texas Tech                         |
| James Shaw                         |                                    | Jacksonville State                 |
| Tim Shelley                        |                                    | Fort Valley State (GA)             |
| Danny Southwick                    | QB                                 | Occidental College (CA)            |
| Darron Thomas                      |                                    | Oregon                             |
| Nick Truesdell                     |                                    | Cincinnati                         |
| Reggie Wilson                      |                                    | Texas-Austin                       |
| Christian Wise                     | WR/DB                              | Clark Atlanta (GA)                 |

## Les entraîneurs
| Nom           | Terme          | Saison régulière | Saison régulière | Saison régulière | Saison régulière | Playoffs | Playoffs |
| Nom           | Terme          | W                | L                | T                | %                | W        | L        |
| ------------- | -------------- | ---------------- | ---------------- | ---------------- | ---------------- | -------- | -------- |
| Matthew Sauk  | 2014           | 5                | 13               | 0                | .278             | 0        | 1        |
| Mike Hohensee | 2015           | 5                | 13               | 0                | .278             | 0        | 1        |
| Andy Olson    | n'a pas coaché | 0                | 0                | 0                | –                | 0        | 0        |
| Ron James     | 2016           | 3                | 13               | 0                | .188             | 0        | 1        |